# Куппенхайм
Ку́ппенхайм (нем. Kuppenheim, алем. нем. Kuppene) — город в Германии, в земле Баден-Вюртемберг. 
Подчинён административному округу Карлсруэ. Входит в состав района Раштат.  Население составляет 7839 человек (на 31 декабря 2010 года). Занимает площадь 18,08 км². Официальный код  —  08 2 16 024.

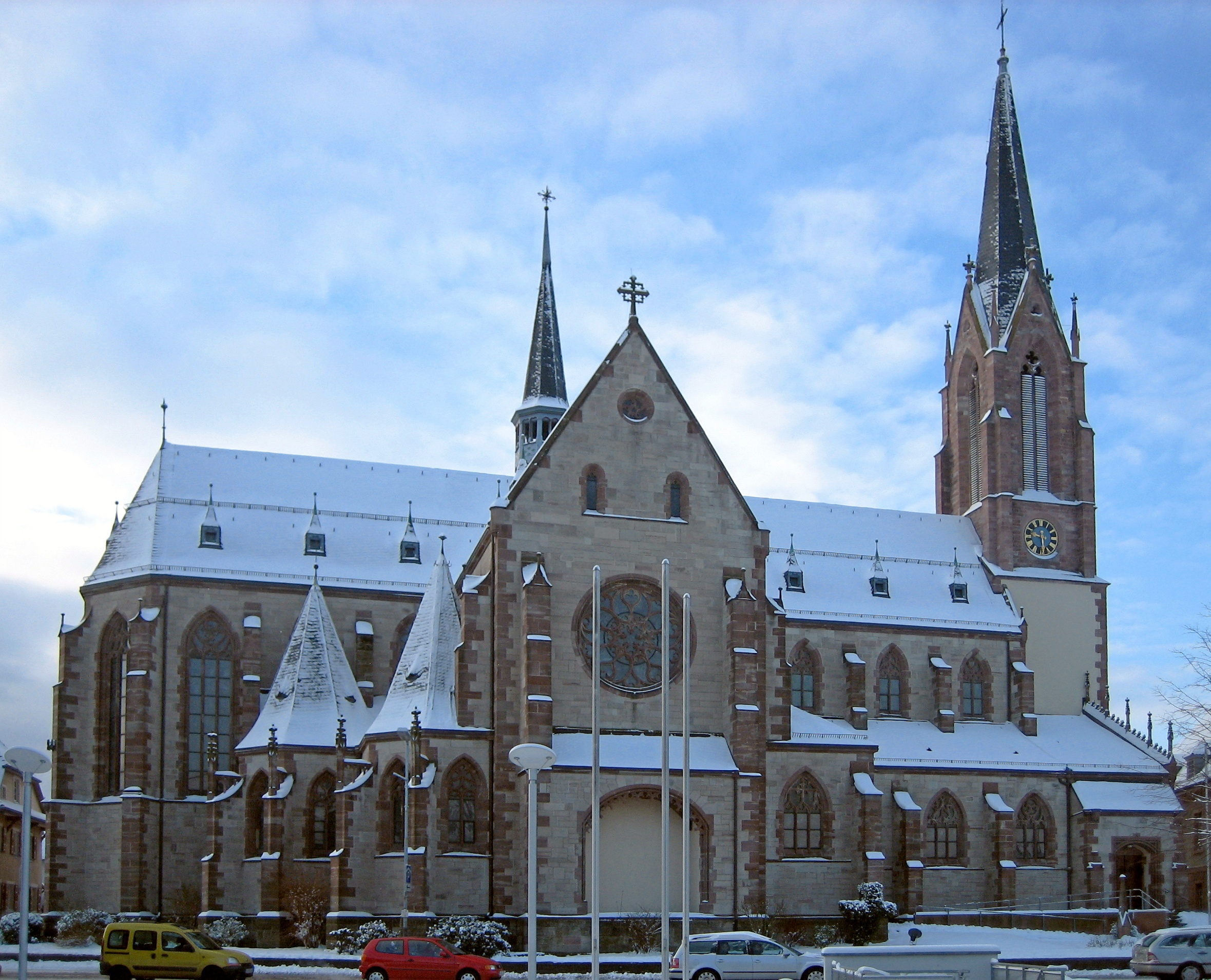
Церковь св. Себастьяна в Куппенхайме